# Francesco Antonelli
Francesco Antonelli (Napoli, 6 aprile 1803 – San Giovanni a Teduccio, 4 marzo 1877) è stato un militare italiano, generale di brigata del Regno delle Due Sicilie, capo di stato maggiore della fortezza di Gaeta durante l'assedio del 1860 e firmatario della resa della stessa con Roberto Pasca.

## Biografia
Figlio del capitano Gaetano Antonelli, fu ammesso come allievo della Reale Accademia Militare della Nunziatella nel 1817, e ne uscì con la nomina ad alfiere di artiglieria pesante.
Nel 1839 fu promosso capitano, e svolse incarichi legati alla gestione logistica ed amministrativa del Reale officio topografico di Napoli e delle scuole militari.
Fu successivamente nominato aiutante di campo del generale Carlo Filangieri, ed al suo seguito partecipò nel 1848 alla spedizione in Sicilia per domare la rivolta ivi scoppiata. Qui diede prova di grande valore, e gli fu assegnata la medaglia d'oro della compagnia, nonché la Croce di Cavaliere di diritto dell'Ordine di San Giorgio della Riunione.
Fu elevato al grado di colonnello il 1º agosto 1860, ed assunse l'incarico di Sottocapo di Stato Maggiore dell'Esercito delle Due Sicilie. In seguito allo sbarco delle forze garibaldine in Sicilia, ed alla successiva invasione piemontese da nord, il re Francesco II delle Due Sicilie lasciò Napoli al fine di organizzare una linea di resistenza tra i fiumi Volturno e Garigliano. Antonelli rimase a Napoli per assolvere agli ultimi compiti amministrativi legati al suo incarico, ed assicurare il trasferimento della cancelleria presso la fortezza di Capua. In quella circostanza, fu avvicinato da Mariano d'Ayala, che tentò di convincerlo a passare al fronte sabaudo. A tali offerte, Antonelli oppose un netto rifiuto, ed il 12 settembre 1860 raggiunse la fortezza di Gaeta, dove nel frattempo il re si era asserragliato in seguito al fallimento della resistenza sul campo. Tale decisione ebbe un forte impatto anche sulla sua famiglia, che viveva in un appartamento del Gran Quartiere di Pizzofalcone. All'instaurarsi del governo dittatoriale, infatti, essa fu sfrattata e mandata in strada.
L'8 ottobre 1860 Antonelli fu promosso generale di brigata e nominato capo di stato maggiore della fortezza di Gaeta. Il 26 novembre successivo, tuttavia, egli presentò le dimissioni per motivi di salute. Pur presentate formalmente, queste ultime rimasero tuttavia nei fatti inattuate, tanto che Antonelli continuò a combattere fino alla resa della fortezza. In questa occasione, egli fu, con Giovanni delli Franci e Roberto Pasca, uno dei firmatari della resa, la quale fu l'atto formale di dissoluzione del Regno delle Due Sicilie.
Riparato a Marsiglia, fu qui organizzatore di alcuni gruppi di esuli napolitani che si proponevano la restaurazione dei Borbone di Napoli sul trono. Dopo essere rientrato a Napoli, fu arrestato ed imprigionato nel 1863, con l'accusa di cospirazione.